# Terapia Alternativa (série de televisão)
Terapia Alternativa é uma série de comédia dramática e romântica argentina original do Star+. A história gira em torno de um casal de amantes que vão à terapia para terminar seu relacionamento. Será estrelado por Carla Peterson, Benjamín Vicuña, María Eugenia "China" Suárez , Fernán Mirás, Julieta Cardinali, Gustavo Garzón e Boy Olmi. A série estreou em 24 de setembro de 2021 nos países da América Latina, exceto no Brasil. A temporada completa foi disponibilizada no Brasil em 6 de abril de 2022.

## Sinopse
Um casal de namorados formado por Elías (Benjamín Vicuña) e Malena (María Eugenia "China" Suárez) vive uma crise no relacionamento, por isso decidem procurar a ajuda de Selva (Carla Peterson), uma psicóloga excêntrica, que eles acreditam que poderia ajudá-los a se separar e, assim, alcançar a felicidade cada um com seus respectivos casamentos.

## Elenco

### Principal
- Carla Peterson como Selva Pérez Salerno
- Benjamín Vicuña como Elías
- Eugenia "China" Suárez como Malena
- Fernán Mirás como Alex
- Julieta Cardinali como Eliana
- Gustavo Garzón como Gervasio
- Boy Olmi como Jorge

### Recorrente
- Nancy Gay como Toia
- Marcelo Michinaux como Ramón
- Daniel Cabot como Miguel Ángel
- Tobías Kohan Franzetti como Bruno
- Verónica Hassan como Jesica
- Jana Juárez como Renata
- Mónica Raiola como Gloria

### Convidados
- Graciela Borges como Grace
- Hernán Herrera como Isacio
- Marcelo Subiotto como Luis
- Diego Reinhold como Jefe de Malena
- Mario Alarcón como Gustavo Calderón
- Guillermo Berthold como Pablo
- Noemí Morelli como Mónica Calderón
- Enrique Amido como Gregorio
- Jimena Anganuzzi como Lucila
- Laura Casale como Gabriela
- Paula Grinszpan como Gisella
- Rubén Guanuco como Guzmán
- Silvina Sabater como Silvina
- Federico Sack como Jekko
- Lide Uranga como María
- María Nydia Ursi como Delia
- Patricio Aramburu como Ariel
- Mariana Chaud como Ximena
- Elvira Onetto como Evelyn
- Ezequiel Tronconi como Esteban

## Produção

### Desenvolvimento
No final de outubro de 2020, foi anunciado que a produtora Kapow e Fox encomendaram o desenvolvimento de uma série chamada Sesiones para a plataforma Disney+, que teria Ana Katz como diretora e ela co-escreveria a ficção com Daniel Katz. e Alejandro Jovic. Em março do mesmo ano, foi confirmado que a série seria transmitida por meio do catálogo Star+, plataforma irmã da Disney, cujo conteúdo é voltado para a população adulta.

### Seleção de elenco
Em outubro de 2020, foi noticiado que o elenco principal seria formado por Carla Peterson que faria o papel da psicóloga, Benjamín Vicuña e María Eugenia Suárez que estaria na pele do casal de amantes, e que Julieta Cardinali faria o papel de esposa do personagem de Vicuña e Fernán Mirás assumiria o papel de marido de Suárez. Pouco depois, foi noticiado que Graciela Borges havia se juntado ao elenco para uma participação especial. Em fevereiro de 2021, foi anunciado que Boy Olmi e Silvina Sabater entraram no elenco como pais da personagem de Suárez.

### Filmagens
Em 16 de novembro de 2020, foi confirmado que a série havia iniciado suas gravações em Buenos Aires. Em 8 de -março de 2021, foi noticiado que a série havia encerrado as filmagens na cidade de Tandil.